# Rions
Cet article possède un paronyme, voir Rioms.
Rions (prononcé [ʁijɔ̃s]) est une commune du Sud-Ouest de la France, située dans le département de la Gironde, en région Nouvelle-Aquitaine.

## Géographie

### Localisation
Située sur la rive droite de la Garonne entre Cadillac et Langoiran dans la zone AOC des premières côtes de Bordeaux, la commune, qui fait partie de l'aire d'attraction de Bordeaux, se trouve à 30 km au sud-est de Bordeaux, chef-lieu du département, à 17 km au nord-ouest de Langon, chef-lieu d'arrondissement et à 4,5 km au nord-ouest de Cadillac-sur-Garonne, ancien chef-lieu de canton.

### Communes limitrophes
Les communes limitrophes en sont Paillet au nord-ouest, Villenave-de-Rions au nord-nord-ouest sur environ 300 mètres, Cardan au nord, Soulignac au nord-nord-est sur environ 600 mètres, Escoussans au nord-est, Laroque à l'est et Beguey au sud-est ; sur la rive gauche de la Garonne se trouvent Podensac au sud et Virelade à l'ouest.
| Villenave-de-Rions Paillet | Cardan           | Soulignac Escoussans |
| Virelade Rive gauche de la | Rions            | Laroque              |
|                            | Garonne Podensac | Béguey               |

### Géologie et relief
La superficie de la commune est de 1 065 hectares ; son altitude varie de 2  à   117 mètres.

### Hydrographie
La commune est arrosée par la Garonne. Une partie de Île de Raymond est située sur le territoire de la commune.

### Climat
Pour des articles plus généraux, voir Climat de la Nouvelle-Aquitaine et Climat de la Gironde.
Historiquement, la commune est exposée à un climat océanique aquitain.  
En 2020, Météo-France publie une typologie des climats de la France métropolitaine dans laquelle la commune est exposée à un climat océanique et est dans la région climatique  Aquitaine, Gascogne, caractérisée par une pluviométrie abondante au printemps, modérée en automne, un faible ensoleillement au printemps, un été chaud (19,5 °C), des vents faibles, des brouillards fréquents en automne et en hiver et des orages fréquents en été (15 à 20 jours).
Pour la période 1971-2000, la température annuelle moyenne est de 13 °C, avec une amplitude thermique annuelle de 15,4 °C. Le cumul annuel moyen de précipitations est de 839 mm, avec 11,3 jours de précipitations en janvier et 6,4 jours en juillet. Pour la période 1991-2020, la température moyenne annuelle observée sur la station météorologique la plus proche, située sur la commune de Sauternes à 15 km à vol d'oiseau, est de 13,9 °C et le cumul annuel moyen de précipitations est de 859,6 mm,. Pour l'avenir, les paramètres climatiques de la commune estimés pour 2050 selon différents scénarios d’émission de gaz à effet de serre sont consultables sur un site dédié publié par Météo-France en novembre 2022.

## Urbanisme

### Typologie
Au 1er janvier 2024, Rions est catégorisée commune rurale à habitat dispersé, selon la nouvelle grille communale de densité à sept niveaux définie par l'Insee en 2022.
Elle est située hors unité urbaine. Par ailleurs la commune fait partie de l'aire d'attraction de Bordeaux, dont elle est une commune de la couronne,. Cette aire, qui regroupe 275 communes, est catégorisée dans les aires de 700 000 habitants ou plus (hors Paris),.

### Occupation des sols

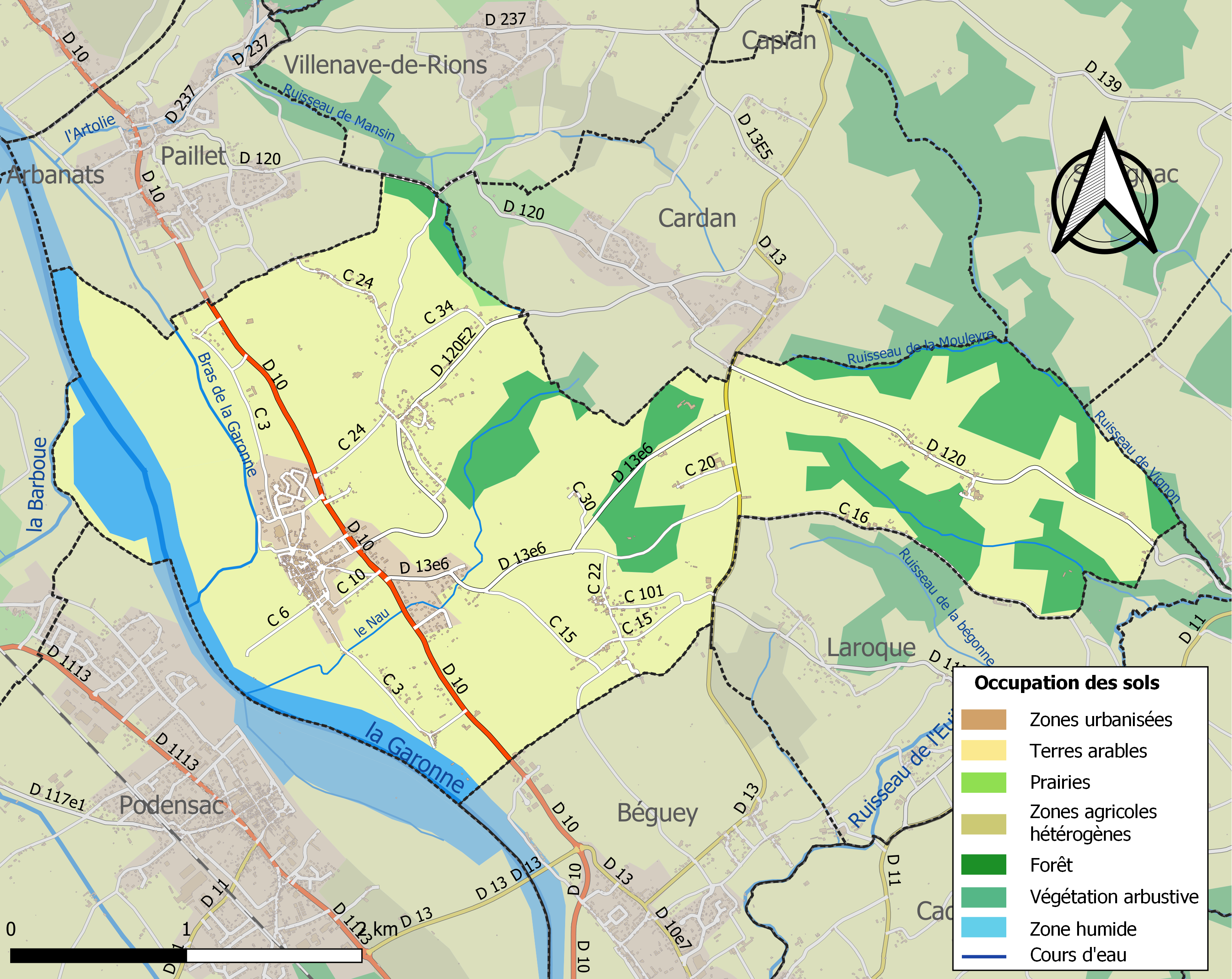
Carte des infrastructures et de l'occupation des sols de la commune en 2018 (CLC).

L'occupation des sols de la commune, telle qu'elle ressort de la base de données européenne d’occupation biophysique des sols Corine Land Cover (CLC), est marquée par l'importance des territoires agricoles (73,8 % en 2018), une proportion sensiblement équivalente à celle de 1990 (73,6 %). La répartition détaillée en 2018 est la suivante : cultures permanentes (65 %), forêts (13,9 %), terres arables (8,7 %), eaux continentales (7,6 %), zones urbanisées (4,7 %), prairies (0,1 %). L'évolution de l’occupation des sols de la commune et de ses infrastructures peut être observée sur les différentes représentations cartographiques du territoire : la carte de Cassini (XVIIIe siècle), la carte d'état-major (1820-1866) et les cartes ou photos aériennes de l'IGN pour la période actuelle (1950 à aujourd'hui).

### Voies de communication et transports
L'accès à l'autoroute A62 (Bordeaux-Toulouse) le plus proche est le no 2, dit de Podensac, qui se situe à 9,5 km vers le sud-ouest.
L'accès no 1, dit de Bazas, à l'autoroute A65 (Langon-Pau) se situe à 31 km vers le sud-sud-est.
Les gares SNCF les plus proches sont celles de Podensac et de Cérons sur la ligne Bordeaux-Sète du TER Nouvelle-Aquitaine, toutes deux distantes de 5,5 km et sur la rive gauche de la Garonne. Sur la même ligne mais offrant plus d'opportunités de liaisons, la gare de Langon se situe à 16 km par la route vers le sud-est.

### Risques majeurs
Le territoire de la commune de Rions est vulnérable à différents aléas naturels : météorologiques (tempête, orage, neige, grand froid, canicule ou sécheresse), inondations, mouvements de terrains et séisme (sismicité très faible). Un site publié par le BRGM permet d'évaluer simplement et rapidement les risques d'un bien localisé soit par son adresse soit par le numéro de sa parcelle.
Certaines parties du territoire communal sont susceptibles d’être affectées par le risque d’inondation par débordement de cours d'eau, notamment la Garonne et la Barboue. La commune a été reconnue en état de catastrophe naturelle au titre des dommages causés par les inondations et coulées de boue survenues en 1982, 1988, 1999, 2009 et 2014,.
Les mouvements de terrains susceptibles de se produire sur la commune sont des affaissements et effondrements liés aux cavités souterraines (hors mines), des éboulements, chutes de pierres et de blocs et des tassements différentiels. Par ailleurs, afin de mieux appréhender le risque d’affaissement de terrain, l'inventaire national des cavités souterraines permet de localiser celles situées sur la commune.

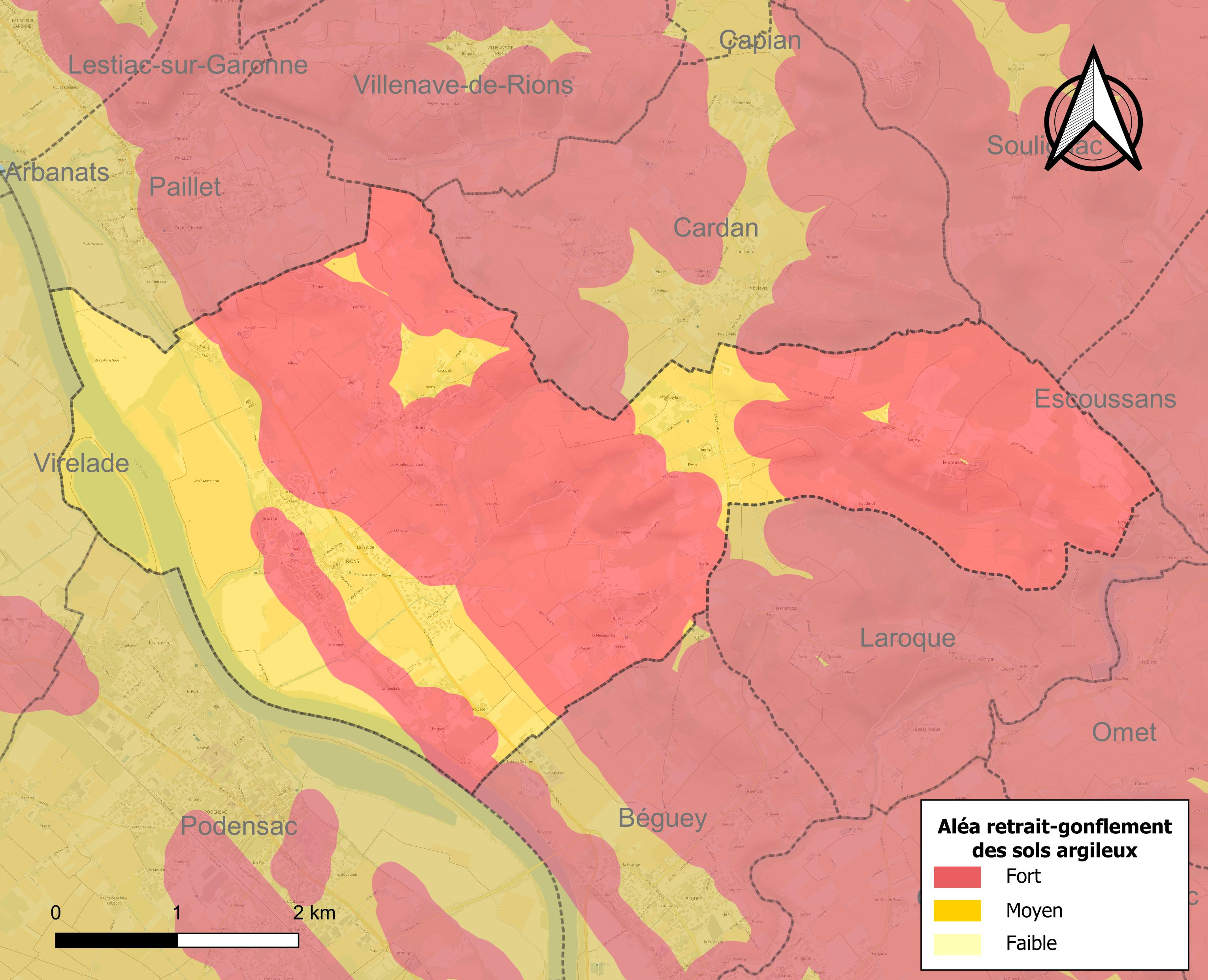
Carte des zones d'aléa retrait-gonflement des sols argileux de Rions.

Le retrait-gonflement des sols argileux est susceptible d'engendrer des dommages importants aux bâtiments en cas d’alternance de périodes de sécheresse et de pluie. La totalité de la commune est en aléa moyen ou fort (67,4 % au niveau départemental et 48,5 % au niveau national). Sur les 752 bâtiments dénombrés sur la commune en 2019, 752 sont en aléa moyen ou fort, soit 100 %, à comparer aux 84 % au niveau départemental et 54 % au niveau national. Une cartographie de l'exposition du territoire national au retrait gonflement des sols argileux est disponible sur le site du BRGM,.
Concernant les mouvements de terrains, la commune a été reconnue en état de catastrophe naturelle au titre des dommages causés par la sécheresse en 1989, 1990, 1991, 2003 et 2005 et par des mouvements de terrain en 1999.

## Toponymie
Le nom de la ville vient du mot latin Riuncium qui signifie « bâti sur le roc » ; ce nom est d'ailleurs sculpté sur le frontispice de la mairie.
En gascon, la graphie du nom de la commune est identique.
Ses habitants sont appelés les Rionnais.

## Histoire
En 1295, la ville est assiégée et prise par Charles de Valois comte de Valois qui rase les défenses existantes. Édouard III d'Angleterre reprend la cité en 1313 et autorise Guillaume Seguin, seigneur de Rions, à entourer la ville de remparts. Rions devient ainsi un des fortins anglais de Guyenne.

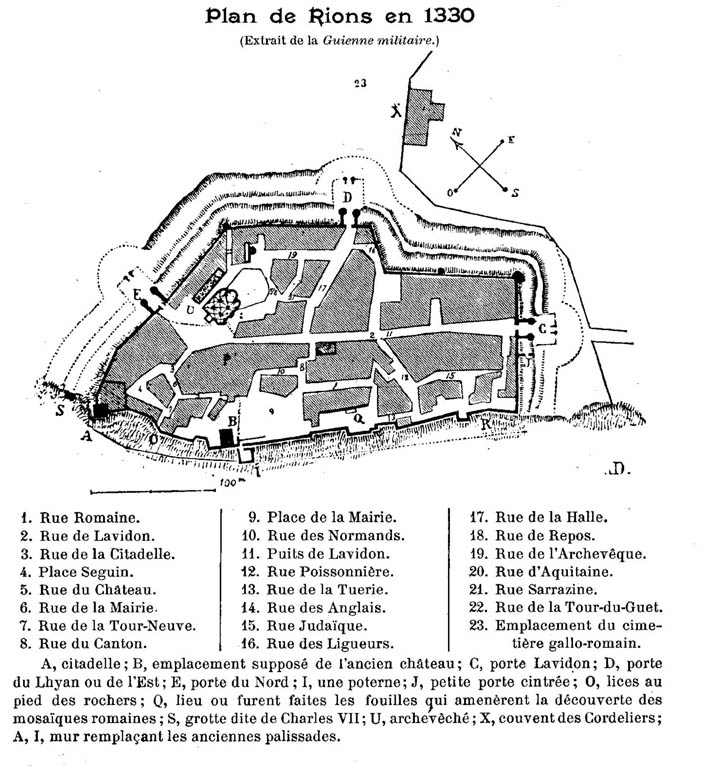
Plan de Rions en 1330
Dessin de Léo Drouyn (1865)

En 1327, le seigneur de Rions, Guillaume Seguin, sans descendance, devenu aveugle,  ne peut plus assurer la défense de son château. Il faut pour cela un homme jeune et en pleine possession de ses moyens. Le 22 avril 1327, Guillaume Seguin donne en fief à Bérard Ier de Vayres, de la famille d'Albret, la seigneurie de Rions et les droits qu'il possède dans les paroisses avoisinantes. Les deux hommes sont cousins germains, la mère de Guillaume, Mathe d'Albret, étant la sœur du père de Bérard, Amanieu VII d'Albret, ce qui justifie la donation. Guillaume Seguin conserve en viager l'usufruit des revenus de la seigneurie et Bérard règle ses dettes. Après le décès de Guillaume Seguin, Bérard entre effectivement en jouissance de ces revenus.
Sur la fin de la guerre de Cent Ans, en 1451, soit deux ans avant la bataille de Castillon, la cité tombe aux mains des troupes françaises et se soumet au roi Charles VII.
À la Révolution, la paroisse Saint-Seurin de Rions forme la commune de Rions.

## Politique et administration
| Période                                  | Période   | Identité                     | Étiquette | Qualité                                 |
| ---------------------------------------- | --------- | ---------------------------- | --------- | --------------------------------------- |
| 1874                                     | 1900      | Comte Ferdinand Cardez       |           | Négociant en vins, châtelain de Jourdan |
|                                          |           |                              |           |                                         |
| 1913                                     | 1941      | Albert Dufourg               |           |                                         |
|                                          |           | …                            |           |                                         |
| 1983                                     | 1989      | Jacques Guillot de Suduiraut |           | Viticulteur, châtelain de Jourdan       |
|                                          |           | …                            |           |                                         |
| mars 2001                                | mars 2014 | Jean Despujols               |           |                                         |
| 2014                                     | mai 2020  | Jean-Claude Bernard          | MoDem     | Retraité Fonction publique              |
| mai 2020                                 | En cours  | Vincent Joineau              |           |                                         |
| Les données manquantes sont à compléter. |           |                              |           |                                         |

Pour faire taire l'opposition, il bannit de la page facebook de la mairie près d'une quinzaine de Rionnais.
En 2019, la campagne électorale oppose le maire sortant à Vincent JOINEAU. 
Son opposant, Vincent JOINEAU, emporte largement les élections municipales du 15 mars 2020.
Refusant de reconnaître sa défaite, le candidat battu, fait un recours devant le tribunal administratif, qu'il perd. Il est condamné à verser 1000 euro au nouveau maire. Refusant de reconnaître cette nouvelle défaite, il multiplie les procédures judiciaires et déclarations outrancières et harcèle le Conseil municipal.
Au cours du mandat, il multiplie les plaintes et les recours qu'il perd à chaque fois. En 2022, il est condamné à verser des dommages et intérêts à la commune de Rions pour recours excessif et injustifié.

## Démographie
L'évolution du nombre d'habitants est connue à travers les recensements de la population effectués dans la commune depuis 1793. Pour les communes de moins de 10 000 habitants, une enquête de recensement portant sur toute la population est réalisée tous les cinq ans, les populations de référence des années intermédiaires étant quant à elles estimées par interpolation ou extrapolation. Pour la commune, le premier recensement exhaustif entrant dans le cadre du nouveau dispositif a été réalisé en 2005.

En 2022, la commune comptait 1 483 habitants, en évolution de −5,24 % par rapport à 2016 (Gironde : +6,91 %, France hors Mayotte : +2,11 %).
| 1793  | 1800  | 1806  | 1821  | 1831  | 1836  | 1841  | 1846  | 1851  |
| ----- | ----- | ----- | ----- | ----- | ----- | ----- | ----- | ----- |
| 1 420 | 1 420 | 1 520 | 1 284 | 1 316 | 1 297 | 1 164 | 1 200 | 1 190 |

| 1856  | 1861  | 1866  | 1872  | 1876  | 1881  | 1886  | 1891  | 1896  |
| ----- | ----- | ----- | ----- | ----- | ----- | ----- | ----- | ----- |
| 1 172 | 1 240 | 1 253 | 1 354 | 1 439 | 1 355 | 1 271 | 1 312 | 1 257 |

| 1901  | 1906  | 1911  | 1921  | 1926  | 1931  | 1936  | 1946 | 1954 |
| ----- | ----- | ----- | ----- | ----- | ----- | ----- | ---- | ---- |
| 1 290 | 1 318 | 1 214 | 1 147 | 1 037 | 1 145 | 1 087 | 927  | 825  |

| 1962 | 1968 | 1975 | 1982  | 1990  | 1999  | 2005  | 2006  | 2010  |
| ---- | ---- | ---- | ----- | ----- | ----- | ----- | ----- | ----- |
| 880  | 941  | 989  | 1 272 | 1 379 | 1 440 | 1 518 | 1 514 | 1 581 |

| 2015  | 2020  | 2022  | - | - | - | - | - | - |
| ----- | ----- | ----- | - | - | - | - | - | - |
| 1 570 | 1 509 | 1 483 | - | - | - | - | - | - |

## Culture locale et patrimoine

### Lieux et monuments
- Une épitaphe romaine en marbre, datée du 26 mai 466, actuellement déposée au Musée d'Aquitaine de Bordeaux. Elle porte l'inscription :TITVLVM BENE QUI/ESCENTI IN PACEM IV/LIANO QVI RECES/SIT VII K(A)L(ENDAS) IVNIAS/TATIANO CONSVLE : Inscription en l'honneur de Julianus qui repose bien en paix et mourut le 7 des calendes de juin sous le consulat de Tatien.
- Église Saint-Seurin, construite au XIIe siècle en style roman, classée au titre des monuments historiques en 1908[32].
- Enceinte de Rions bâtie en 1330 par Guillaume Seguin, seigneur de Rions, classée au titre des monuments historiques en 1862[23], et dont restent aujourd'hui :
  - la tour du Lhyan, imposante entrée sud de la ville, restaurée en 1881,
  - la Citadelle, tour carrée datée du XIVe siècle, dressée face à la Garonne et vestige d'un ensemble défensif important,
  - les remparts du flanc ouest de la cité, attenants à la Citadelle et au pied desquels se trouve la grotte dite Charles VII et sa source où le roi serait venu se reposer et se désaltérer après la bataille de Castillon[33],
  - la tour du Guet dans une petite rue à l'arrière de l'église Saint-Seurin,
  - deux fossés parallèles séparés par une étroite langue de terre surmontée d'un chemin de ronde, à proximité de la tour du Lhyan.
- Halle dite « aux petits pois[33] », du XVIIIe siècle, à l'angle de la rue Lavidan et de la rue des Remparts
- Le Monastère du Broussey constitue la première refondation de l'ordre des Carmes déchaux après la Révolution française, le 9 avril 1841 ; le monastère abrite une communauté de frères carmes et une communauté de sœurs du Carmel apostolique Notre-Dame de Bethléem[34].
- Cercle populaire de Rions, café associatif créé au XIXe siècle par des habitants de la commune. Tombé en déshérence au cours des années 1990, le bâtiment est racheté par la Communauté de communes du vallon de l'Artolie en 2013. Trois ans plus tard, des habitants de Rions obtiennent l'accord de la Communauté de communes pour réhabiliter le café associatif dans une partie des locaux. En 2018, le maire de Rions, Jean-Claude Bernard, décide unilatéralement de fermer le bâtiment pour raison de sécurité. Il refuse aux habitants et bénévoles du Cercle toute alternative à la fermeture. Il reconnait au cours de l'été 2018 sa responsabilité dans le délitement de l'animation sociale du bourg.

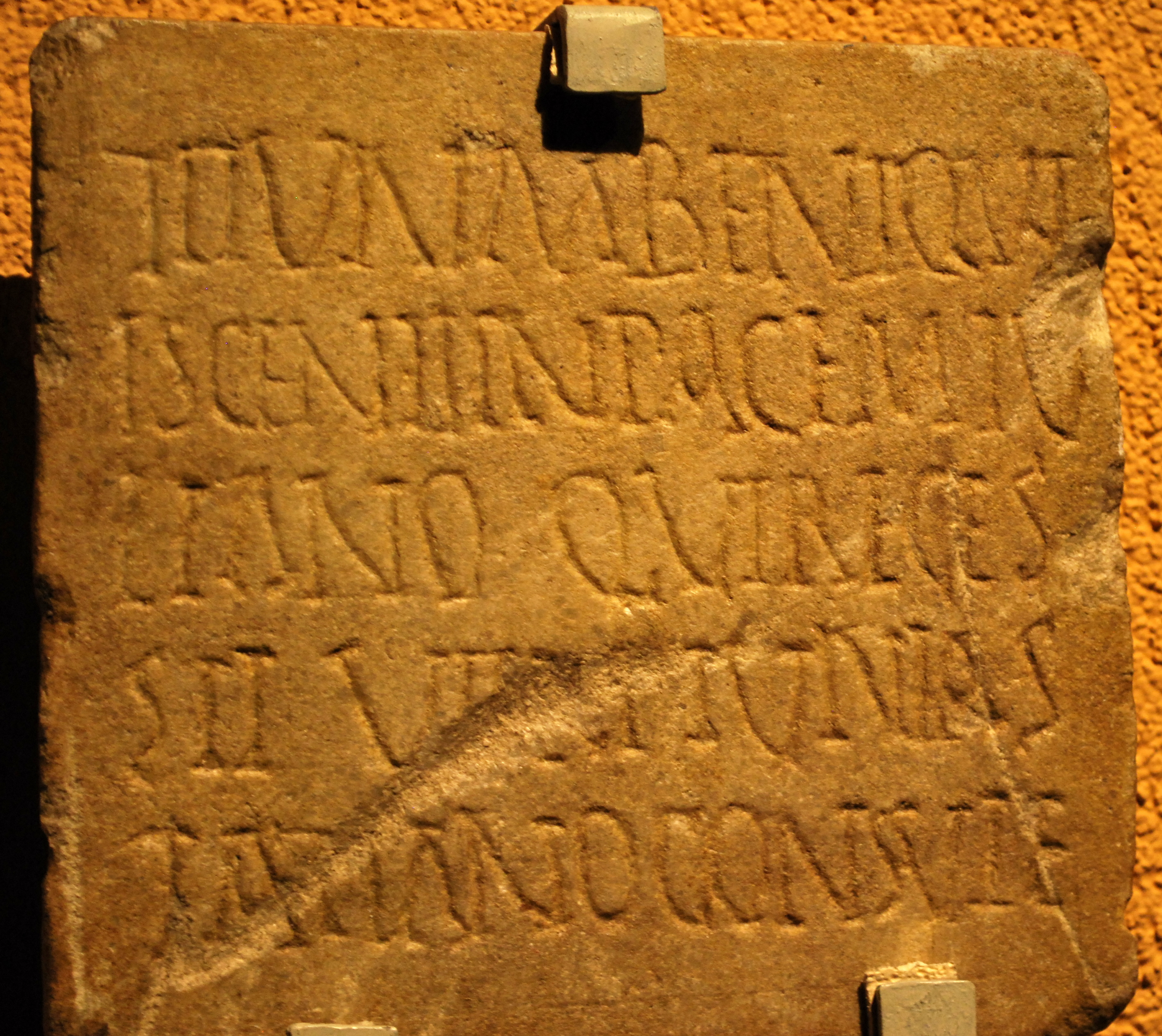
Épitaphe romaine
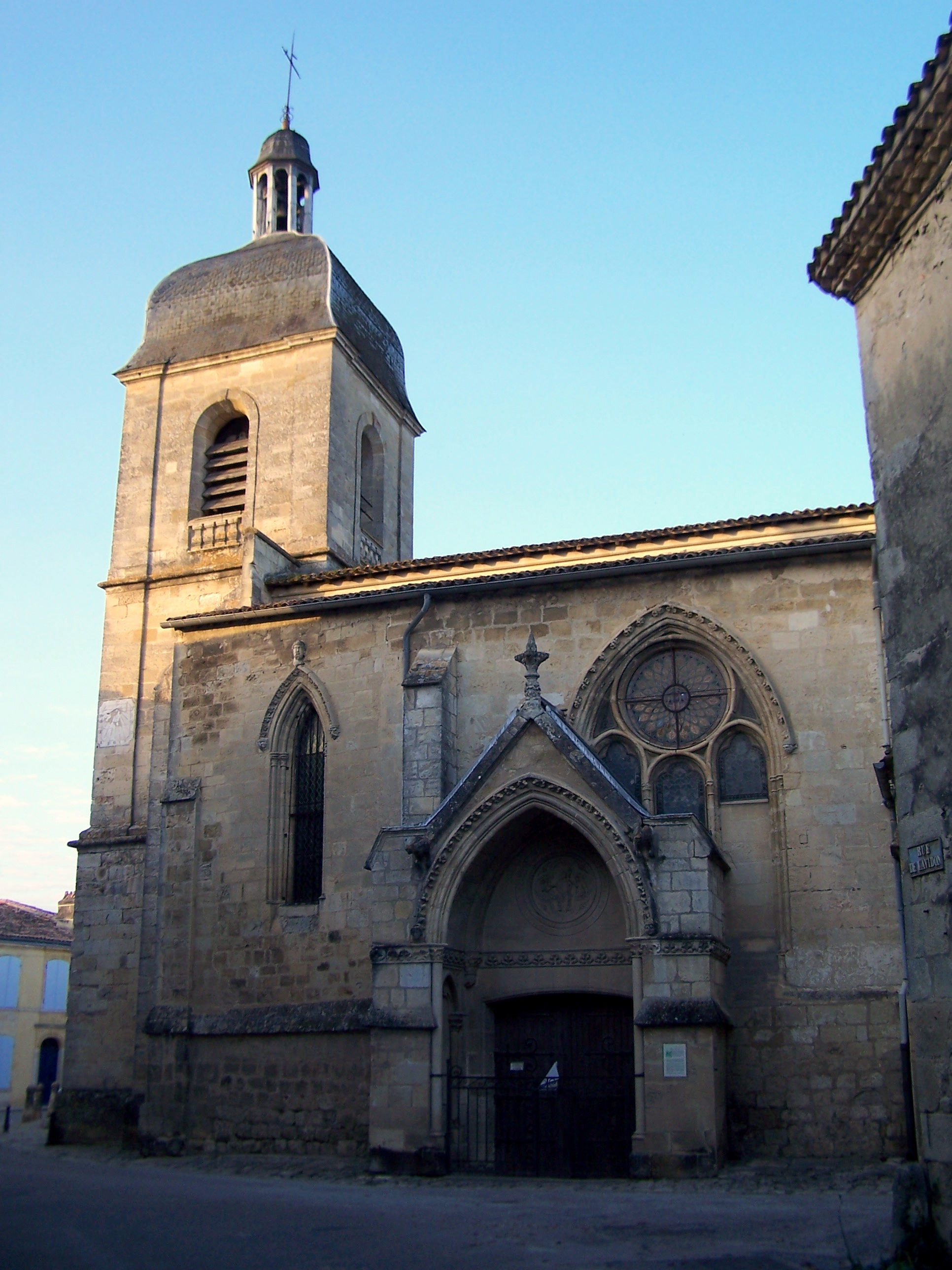
Église Saint-Seurin (nov. 2012)
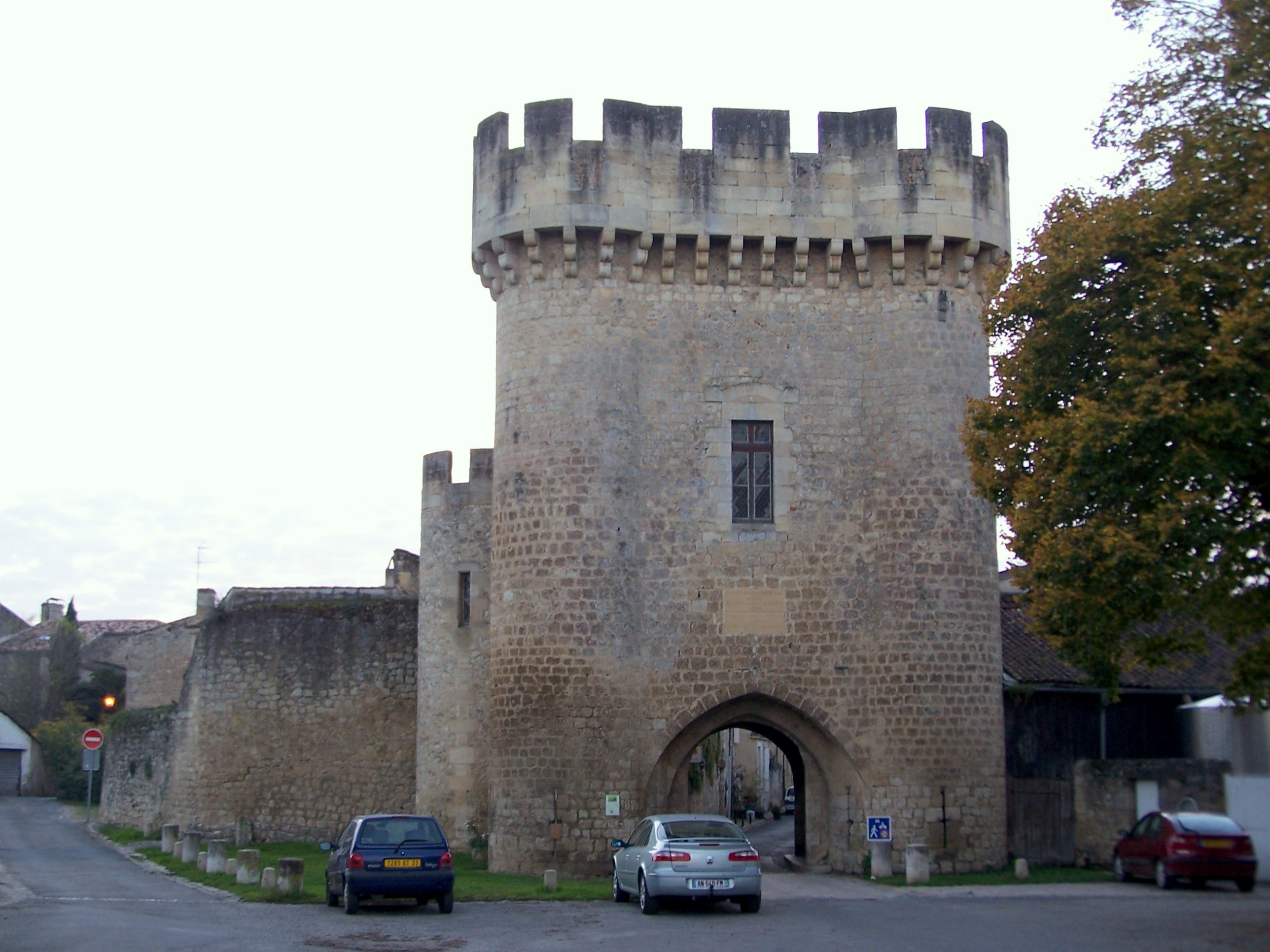
Tour du Lhyan (nov. 2012)
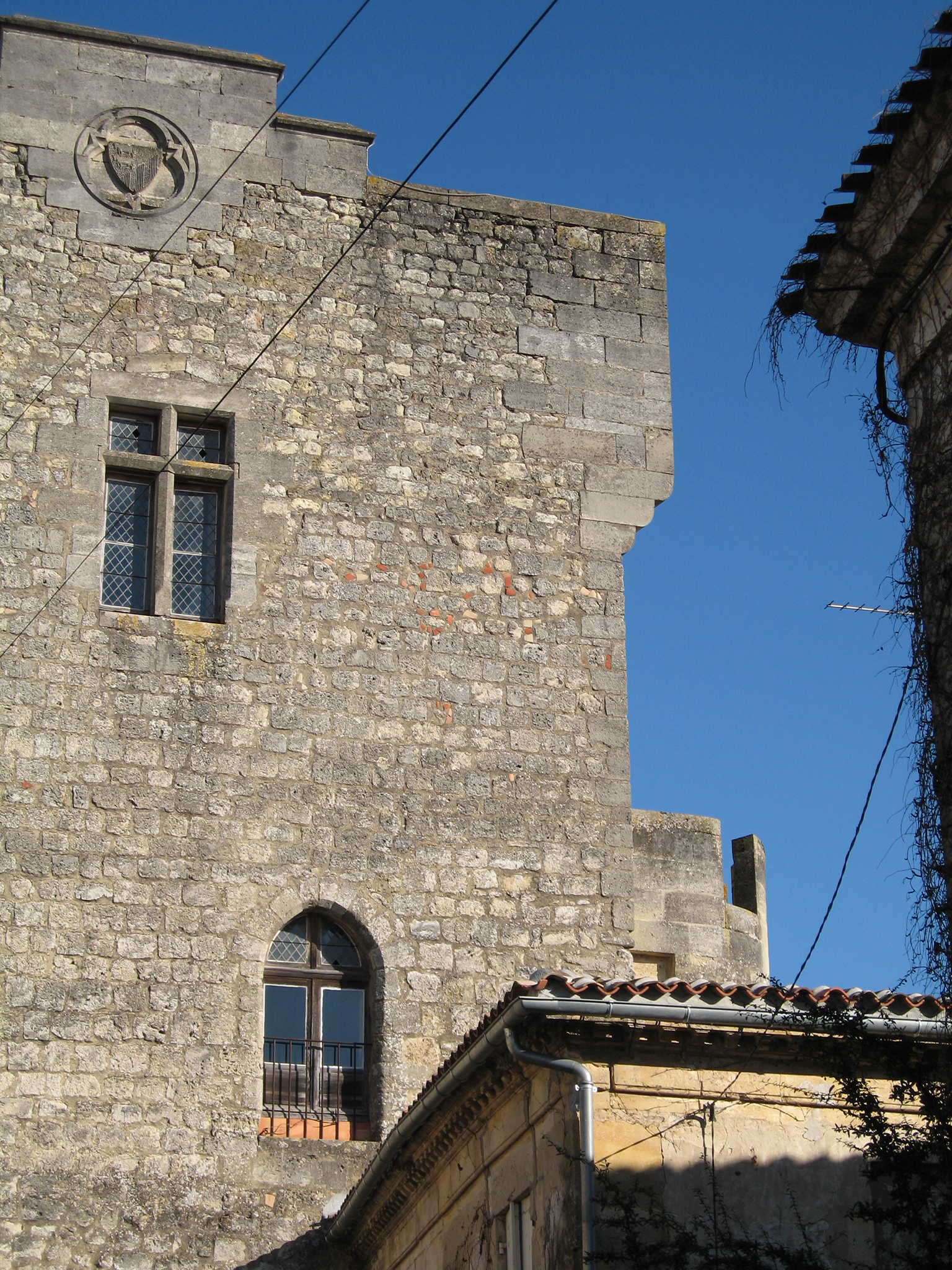
Arrière de la tour du Lhyan (janv. 2006)
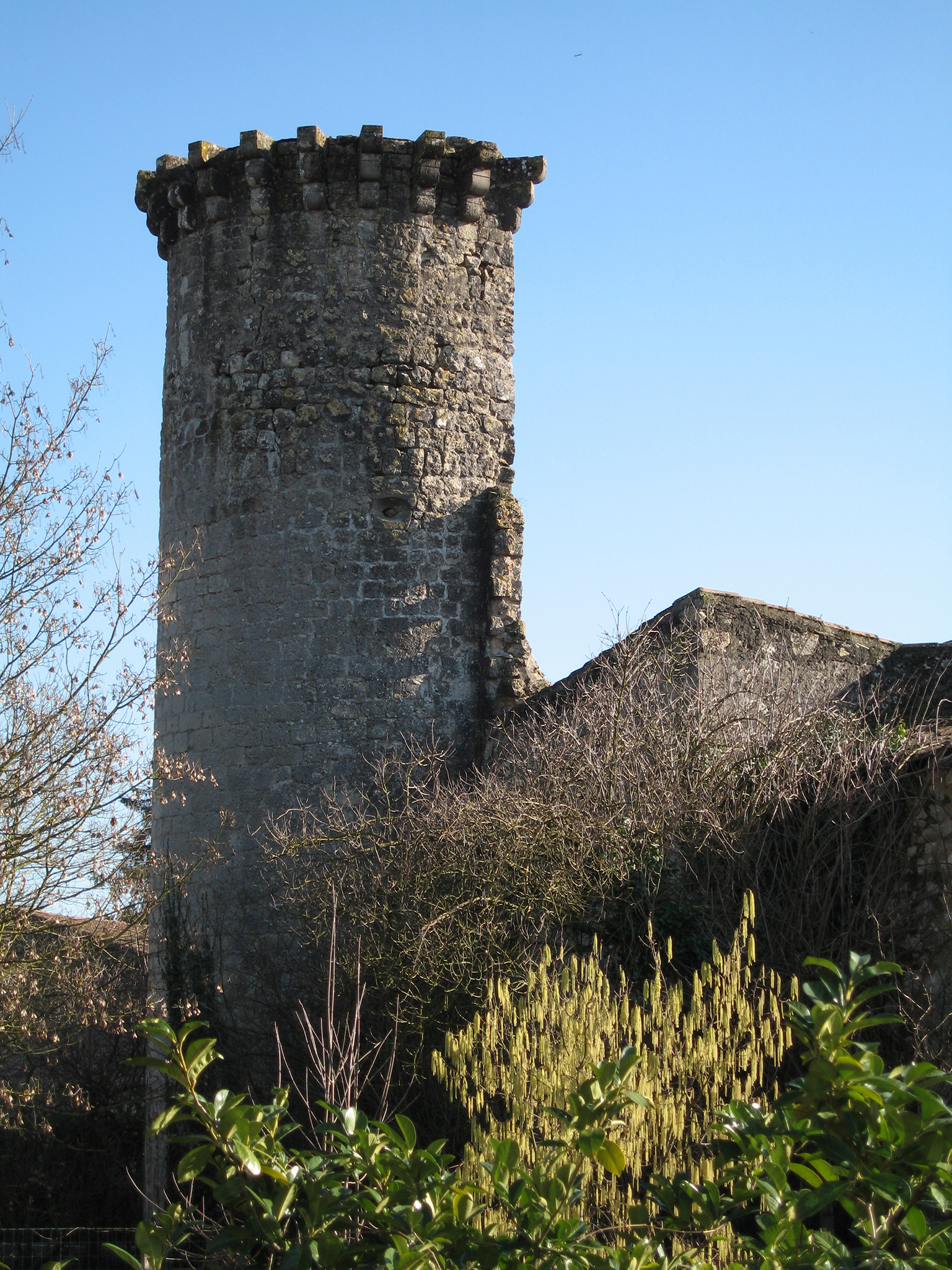
Tour du Guet (janv. 2006)
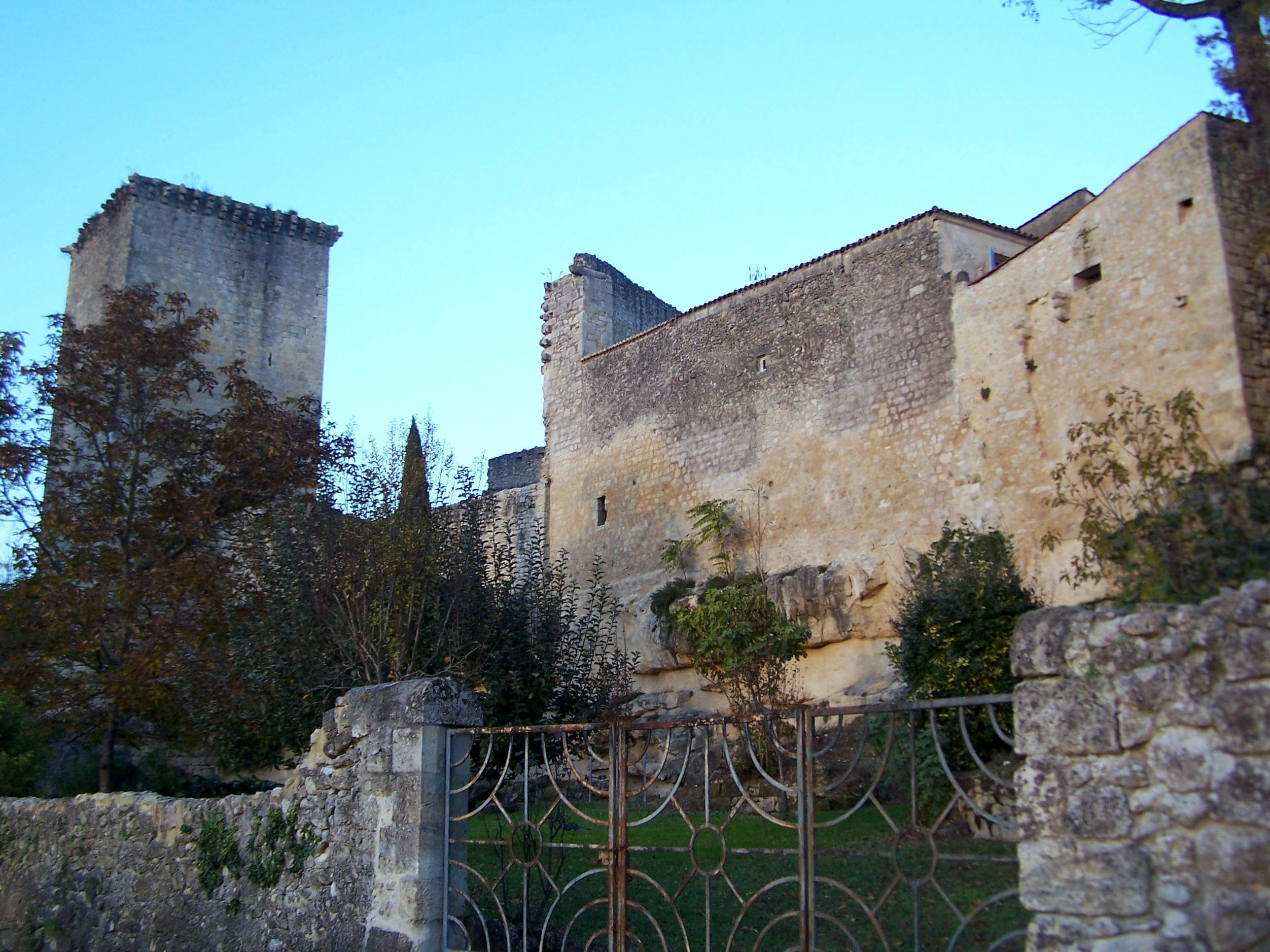
La Citadelle et les remparts (nov. 2012)
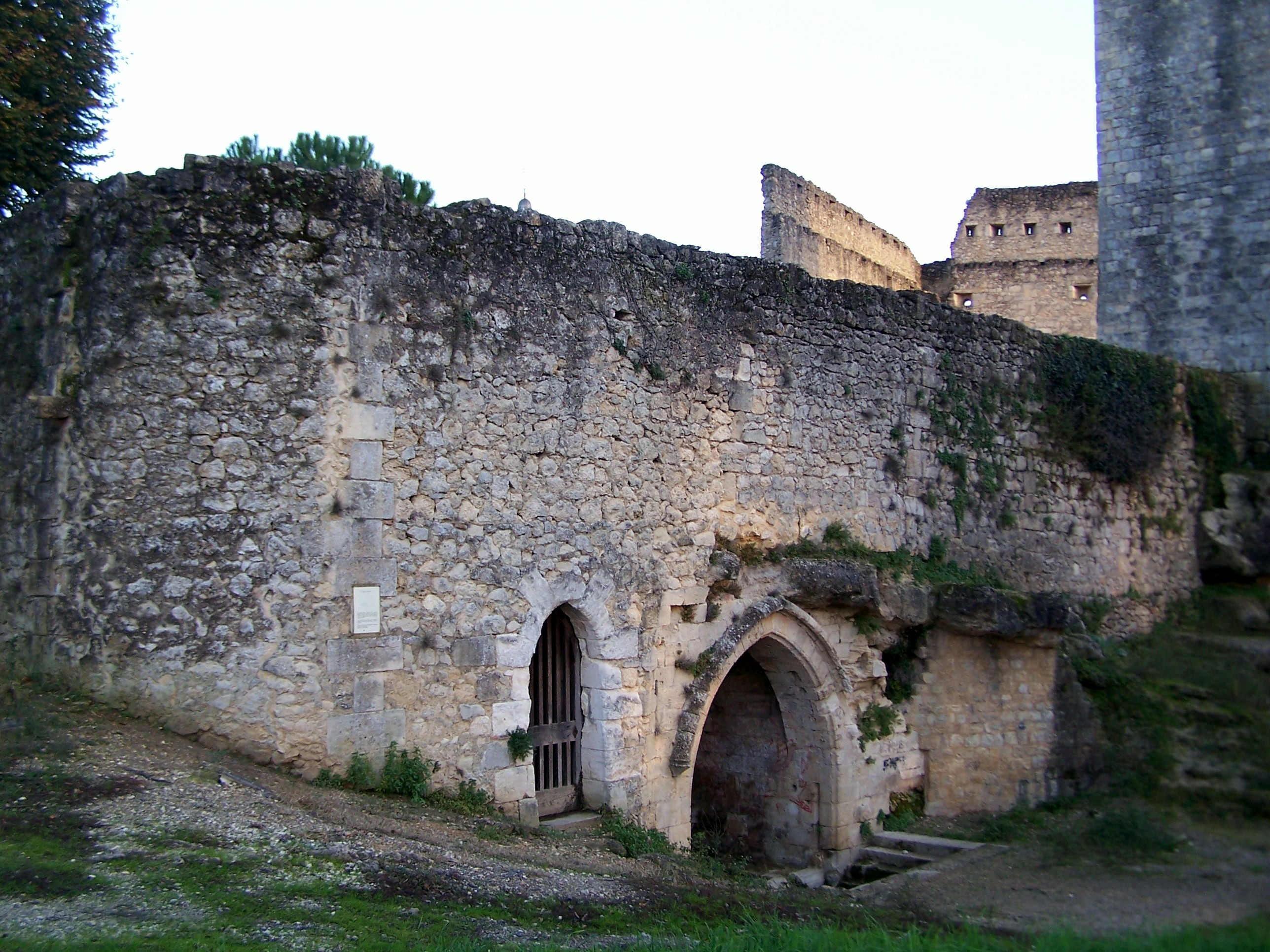
La grotte Charles VII (nov. 2012)
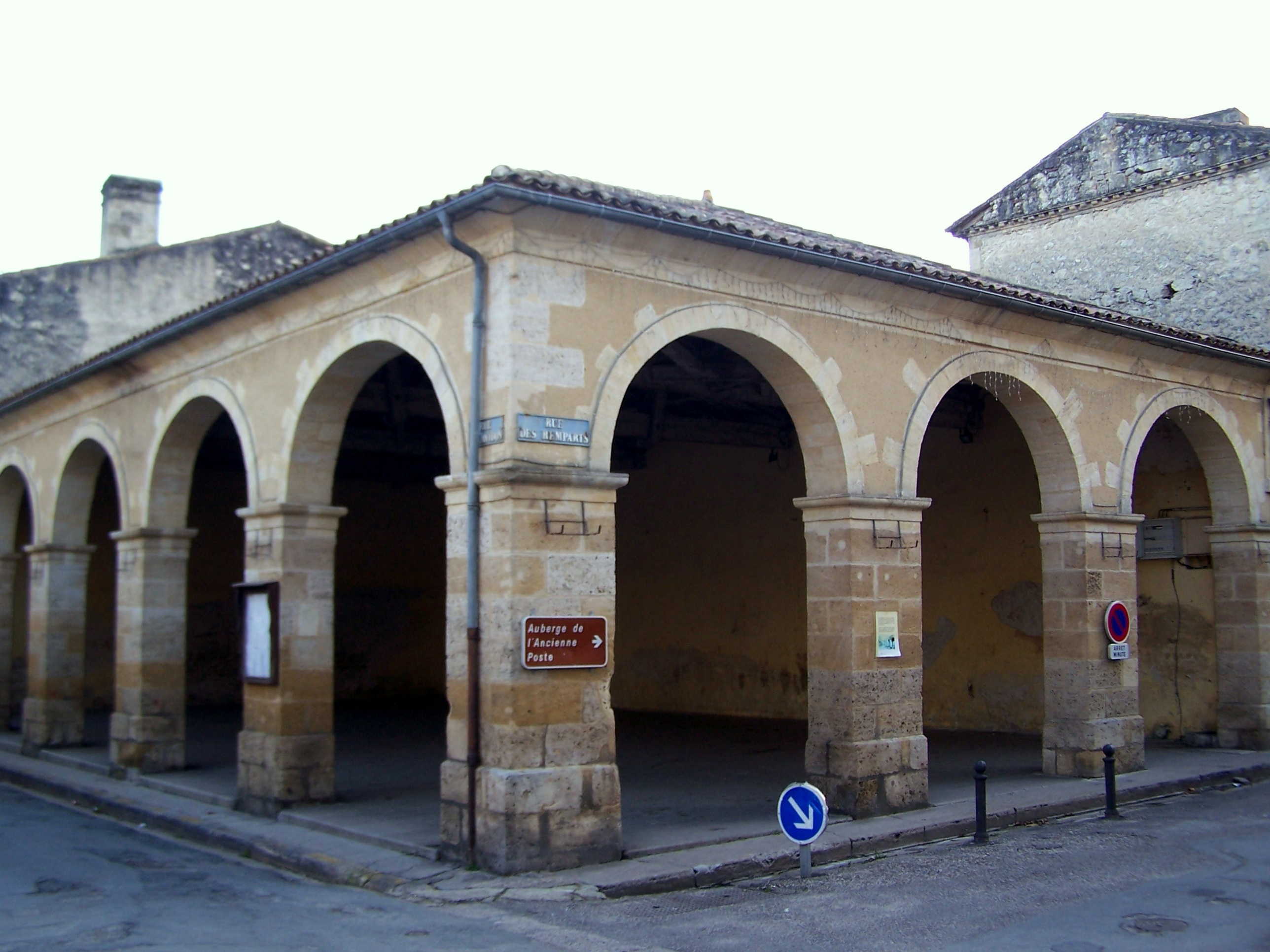
La halle (nov. 2012)
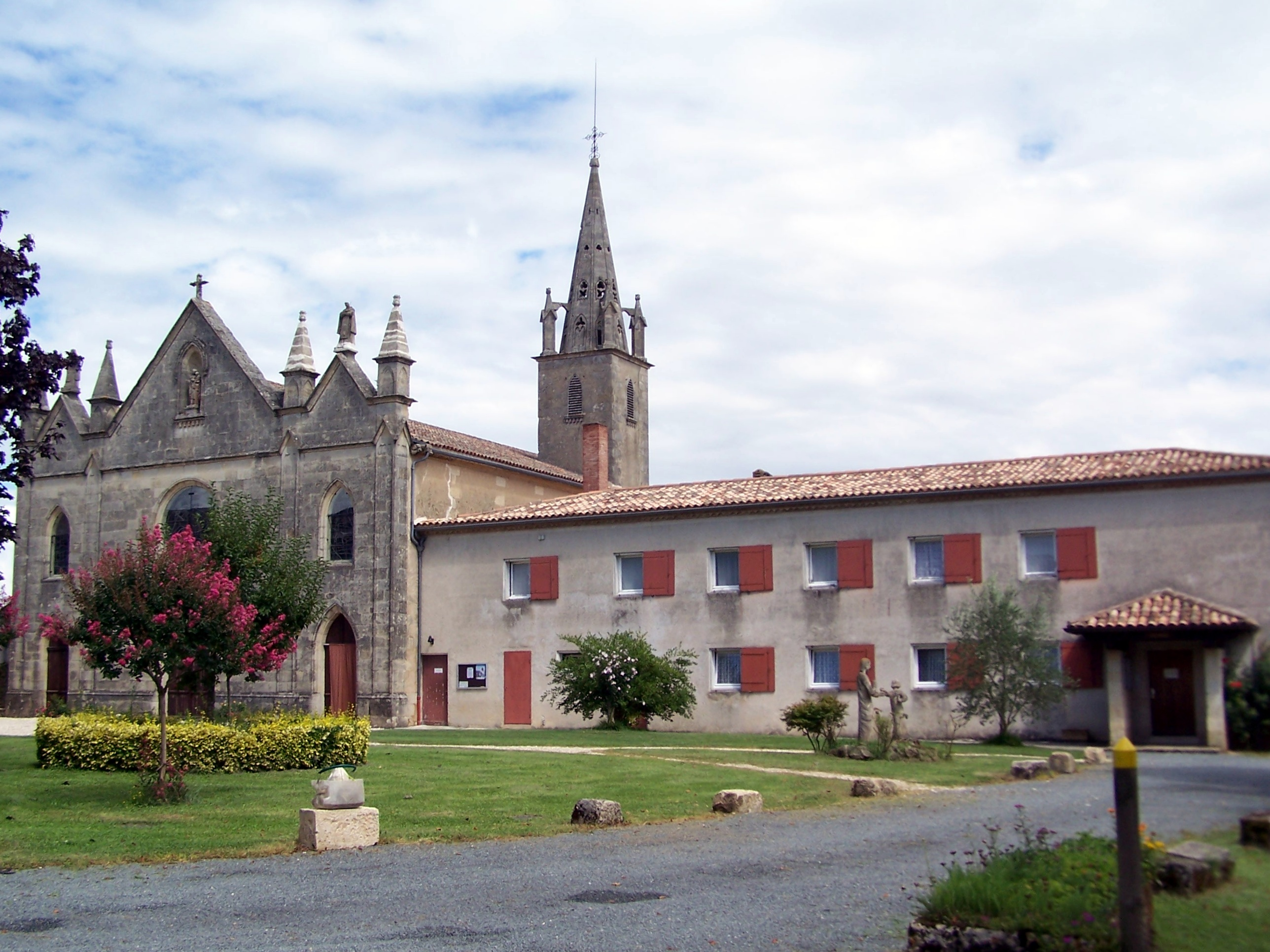
Le monastère du Broussey (août 2014)

### Personnalités liées à la commune
- Jean-Baptiste-François de Vassal de Montviel (20 juillet 1769, Rions - 18 juin 1854, Villeneuve-sur-Lot), homme politique, maire de Villeneuve-d'Agen, député du Lot-et-Garonne.
- Jacques Claude Roman Vassal, (1770-1834), homme politique, député de la Seine de 1827 à 1830.
- Pierre-Jacques-Dominique Martin (Toulouse, 11 septembre 1771 – Rions, 11 mai 1855), ingénieur des Ponts et Chaussées, maire de Rions de 1832 à 1848.
- Jules de Gères (1817-1878), écrivain mort dans la commune
- Hermann Cohen (1820-1871), pianiste qui entra au noviciat des Carmes au monastère de Broussey ou il fit sa profession de foi.
- Ferdinand Cardez (1822-1903), comte romain, maire de Rions de 1874 à 1900, négociant. Il possédait Château Jourdan.
- Timothée Piéchaud (1850-1905), médecin et professeur de chirurgie infantile à la Faculté de médecine de Bordeaux. Il fit construire avec son épouse Marie Cardez l'actuel château Carsin, vers 1900, par l'architecte Gustave Nieudan.

### Héraldique
| Armes | Les armes de Rions se blasonnent ainsi : Taillé, au premier d'or aux deux vaches de gueules passant l'une sur l'autre, au second d'or aux trois pals de gueules. |